# Liste der nigerianischen Botschafter in Osttimor

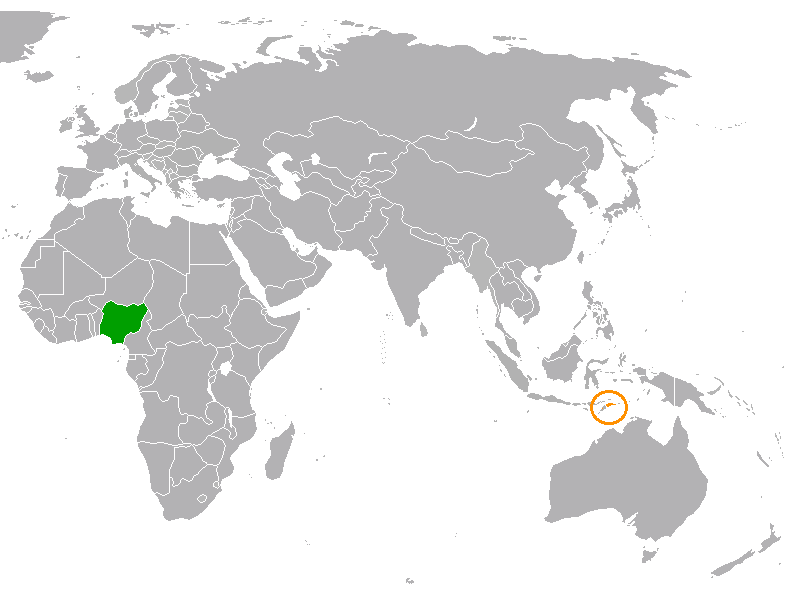
Nigeria (grün) und Osttimor (orange)

Diese Liste führt die nigerianischen Botschafter in Osttimor auf.

## Hintergrund
Nigeria und Osttimor nahmen 2004 diplomatische Beziehungen auf.

## Liste der Botschafter
| Name                 | Amtszeit  | Anmerkungen                                  |         |
| Nigeria              | Nigeria   | Nigeria                                      | Nigeria |
| -------------------- | --------- | -------------------------------------------- | ------- |
| ?                    |           |                                              |         |
| Hakeem Toyin Balogun | 2018–2021 | Akkreditierung: 22. Februar 2018             |         |
| Usman Ari Ogah       | seit 2021 | Akkreditierung (virtuell): 11. November 2021 |         |